# Intermedienvergleich
Beim Intermedienvergleich oder Intermediavergleich	werden, im Gegensatz zum Intramediavergleich verschiedenen Medien miteinander verglichen und mit Bezug auf ihre Zweckmäßigkeit beurteilt. Insbesondere ist dieser Vergleich bei der Vorbereitung einer Werbekampagne hilfreich. 
Die Eignung der verschiedenen Medien ergibt sich aus der Analyse nach bestimmten Kriterien, wie Zielgruppe oder Werbekosten. Ebenso können regionale und zeitliche Kriterien berücksichtigt werden. Nach Abschluss eines Intermedienvergleiches kann so beurteilt werden, durch welche Medienkategorie oder Medienart die Zielgruppe am ehesten zu erreichen ist.